# تاکانوری هاتانو
تاکانوری هاتانو (ژاپنی: 幡野 貴紀؛ زادهٔ ۶ سپتامبر ۱۹۹۴) یک بازیکن فوتبال اهل ژاپن است.
از باشگاه‌هایی که در آن بازی کرده‌است می‌توان به باشگاه فوتبال فاگیانو اوکایاما اشاره کرد.